# Hiawatha (Kansas)
Pour les articles homonymes, voir Hiawatha.
La ville de Hiawatha est le siège du comté de Brown, dans l’État du Kansas, aux États-Unis. Sa population s’élevait à 3 172 habitants lors du recensement de 2010, ce qui en fait la plus grande ville du comté.